# Burrowsova–Wheelerova transformace
Burrowsova-Wheelerova transformace (anglicky Burrows-Wheeler transform –⁠⁠⁠⁠⁠⁠ zkráceně BWT) je pomocný algoritmus používaný v technikách komprese dat. Transformaci objevili Michael Burrows a David Wheeler.
Samotná transformace data nijak nekomprimuje. Způsobí pouze změnu pořadí symbolů (permutaci). V případě, že vstupní řetězec symbolů má několik podřetězců, které se v něm vyskytují vícekrát, bude mít výstupní řetězec několik míst, kde se vyskytuje stejný symbol několikrát za sebou. To je výhodné například pro RLE kompresi. Transformace ovšem přidává k výstupnímu řetězci informaci o umístění symbolu konce původního řetězce (tzv. EOF symbol).
Princip této transformace spočívá v tom, že se ze vstupního řetězce (zakončeného symbolem EOF) vytvoří všechny jeho možné rotace. Tyto se dále lexikograficky seřadí. Ze seřazeného pole rotací původního řetězce se do výstupního zapíše postupně od počátku poslední symbol z každé rotace. Na výstupu je tedy transformovaný vstup rozšířený o ukazatel na konec původního řetězce.
K transformaci se používá datová struktura sufixový strom, která umožňuje rychlé operace s řetězci. Tuto transformaci využívá například kompresní metoda bzip2.

## Příklad
Příklad transformace textového řetězce "^BANANA@" (zavináč značí EOF symbol) je řetězec "BNN^AA@A".
| Burrowsova-Wheelerova transformace | Burrowsova-Wheelerova transformace                                     | Burrowsova-Wheelerova transformace                                     | Burrowsova-Wheelerova transformace |
| Vstup                              | Všechny rotace                                                         | Seřazení rotací                                                        | Výstup                             |
| ---------------------------------- | ---------------------------------------------------------------------- | ---------------------------------------------------------------------- | ---------------------------------- |
| ^BANANA@                           | ^BANANA@ ^BANANA A@^BANAN NA@^BANA ANA@^BAN NANA@^BA ANANA@^B BANANA@^ | ANANA@^B ANA@^BAN A@^BANAN BANANA@^ NANA@^BA NA@^BANA ^BANANA@ ^BANANA | BNN^AA@A                           |

Vstupem zpětné transformace je výstup původní transformace, tedy poslední sloupec seřazené tabulky. Pomocí něj můžeme získat první sloupec jeho seřazením. Známe-li první a poslední sloupec, známe všechny dvojice po sobě následujících znaků, které se v textu vyskytují – a jejich seřazením dostaneme první a druhý sloupec. Takto postupně zrekonstruujeme celou tabulku a posléze odečteme původní řetězec.
| Zpětná transformace                                             | Zpětná transformace                                             | Zpětná transformace                                                     | Zpětná transformace                                                    |
| Vstup                                                           | Vstup                                                           | Vstup                                                                   | Vstup                                                                  |
| --------------------------------------------------------------- | --------------------------------------------------------------- | ----------------------------------------------------------------------- | ---------------------------------------------------------------------- |
| BNN^AA@A                                                        |                                                                 |                                                                         |                                                                        |
| 1 známý sloupec                                                 | seřazené                                                        | 2 známé sloupce                                                         | seřazené                                                               |
| B N N ^ A A @ A                                                 | A A A B N N ^ @                                                 | BA NA NA ^B AN AN @^ A@                                                 | AN AN A@ BA NA NA ^B @^                                                |
| 3 známý sloupec                                                 | seřazené                                                        | 4 známé sloupce                                                         | seřazené                                                               |
| BAN NAN NA@ ^BA ANA ANA @^B A@^                                 | ANA ANA A@^ BAN NAN NA@ ^BA @^B                                 | BANA NANA NA@^ ^BAN ANAN ANA@ ^BA A@^B                                  | ANAN ANA@ A@^B BANA NANA NA@^ ^BAN @^BA                                |
| 5 známých sloupů                                                | seřazené                                                        | 6 známých sloupců                                                       | seřazené                                                               |
| BANAN NANA@ NA@^B ^BANA ANANA ANA@^ @^BAN A@^BA                 | ANANA ANA@^ A@^BA BANAN NANA@ NA@^B ^BANA @^BAN                 | BANANA NANA@^ NA@^BA ^BANAN ANANA@ ANA@^B @^BANA A@^BAN                 | ANANA@ ANA@^B A@^BAN BANANA NANA@^ NA@^BA ^BANAN @^BANA                |
| 7 známých sloupů                                                | seřazené                                                        | 8 známých sloupců                                                       | seřazené                                                               |
| BANANA@ NANA@^B NA@^BAN ^BANANA ANANA@^ ANA@^BA @^BANAN A@^BANA | ANANA@^ ANA@^BA A@^BANA BANANA@ NANA@^B NA@^BAN ^BANANA @^BANAN | BANANA@^ NANA@^BA NA@^BANA ^BANANA@ ANANA@^B ANA@^BAN @^BANANA A@^BANAN | ANANA@^B ANA@^BAN A@^BANAN BANANA@^ NANA@^BA NA@^BANA ^BANANA@ ^BANANA |
| Výstup                                                          |                                                                 |                                                                         |                                                                        |
| ^BANANA@                                                        |                                                                 |                                                                         |                                                                        |